# 宣傳模式
宣傳模式（英文：Propaganda model），由Edward S. Herman和诺姆·乔姆斯基提出的理論，以結構性經濟原則解釋大眾傳媒報道是無可避免會有偏見的原因。

## 概略
最先出現於兩人的1988年著作《製造共識︰大眾傳播的政治經濟學》。此書指出，製造公眾的共識的宣傳模式，在新聞的報導上主要由五種有利於扭曲事實的過濾機制所制約，並採用於大眾傳播媒體中對於新聞的報導。這五種過濾機制如下：
1. 媒體的規模、擁有者及追求營利的本質：主流大眾媒體的運作模式皆以營利為目的，由於多數媒體的擁有者主要為財團與投資人，因此在營運上不得不顧及到他們的商業利益。一家媒體的規模主要由投資者資金的規模所決定，更多的資金意味著能夠購買更優、更齊全的傳播設備和技術，並藉此擁有更龐大的觀眾、聽眾與讀者。
2. 廣告收入：由於多數大型媒體的收入來源主要為廣告而非受眾的訂閱費用，因此廣告客戶為媒體實際上的控制者。[1]由於媒體運作所需的資金極為龐大，唯有依賴廣告客戶的贊助，其運作才得以維持。因此，媒體在新聞報導上必須顧慮到廣告客戶的政治與經濟利益。如此一來，勞動階級的媒體遭有效削弱，報社的數量也逐年減少。
3. 新聞來源：赫爾曼與喬姆斯基指出：「大眾媒體由統治階級所主導的大型官僚機構提供資金，並因此得到特別照顧，其中包括幫助媒體降低取得新聞來源與製造新聞報導的成本。因此，這些主要贊助者所提供的消息成為媒體主要的新聞來源。其他的來源往往較難得到關注，甚至會被贊助者所排斥。」故新聞報導對事實真相的扭曲會因為仰賴影響力巨大的財團和政府所提供的窄化的新聞來源而擴大。若任何報社、電視台、雜誌等新聞機構報導了對贊助者不利的新聞時，贊助者會切斷消息來源，並因此導致觀眾減少，缺少觀眾群的媒體也將不再受到廣告客戶的青睞。因此，媒體機構為降低營運上的風險，會刻意避免得罪報導不利於贊助者的新聞。[2]
4. 高射炮與執行者：「高射炮」（英語：flak）泛指既得利益團體針對媒體報導的反擊手段，形式不分輕重包括書信、投訴、法律官司甚至是立法行動。「高射炮」對媒體帶來的傷害巨大，除可能喪失廣告收入，亦可因此為捍衛自身權益和形象而在法律攻防與公關方面花費巨額的開銷。「高射炮」式的攻擊主要由智庫等由利益團體所控制的機構發動，並對媒體產生嚇阻作用。[2]
5. 反共主義與反恐戰爭：本書的原版出版於1988年，由於冷戰尚未結束，因此喬姆斯基當時僅將反共主義列為第五種過濾機制。本書再版時，喬姆斯基認為反恐戰爭已取代反共主義，成為第五種過濾機制作為社會控制手段的意識形態。[3]

首三層過濾被作者認為最為重要。雖然該理論主要以美國傳媒情況為基礎，作者相信理論同樣適用於部分國家。

## 過濾

### 擁有者
主流傳媒通常本身是大企業或隸屬於企業集團（如西屋或通用電氣），由於擁有傳媒的企業集團還經營其他生意，當新聞可能影響企業的利益時，「宣傳模式」理論認為，傳媒在報道時會有最大的偏見，並作出新聞審查。
在盈利掛帥的市場經濟體系中，企業要向股東負責，賺取最大回報，Herman和乔姆斯基認為這將犧牲新聞的客觀性，報道涉及利益衝突的新聞時會出現偏差。

### 資金
主流傳媒依賴廣告收入生存，兩人認為，廣告商的利益先於新聞的報道。作者指，傳媒是一盤生意，與出售產品類似。被出售的產品就是買報紙的讀者，當中不乏社會上的決策者，而買「產品」的就是付錢賣廣告的公司。傳媒報道時會從廣告商的利益出發，新聞本身在整個「買賣」的過程中沒有決定性的作用。

### 新聞來源
兩人認為，傳媒需要無間斷的新聞，以應付每日的報道需要。傳媒會避免報道損害消息來源利益的新聞。

### 壓力
若新聞對既得利益者構成威脅，媒體考慮到新聞可能引起的迴響或壓力，報道時可能作出過濾。例如政府高層打電話或寫信到報館，直接干預報道，或向傾向打壓傳媒的政客捐獻，間接影響報道。與首三種過濾不同，此干預並非源自市場機制，而是有意地控制發布予公眾的訊息。

### 意識形態
媒體報道新聞時，有時會訴諸引起社會不安的意識形態，挑起公眾恐慌，從而壓下反對者的聲音。隨着蘇聯解體，共產主義在美國不再能夠引起社會共鳴，作者認為，現時恐怖主義或已取代共產主義，成為媒體所訴諸的意識形態。